# Mont Wokomung
Le mont Wokomung est un des tepuys du Guyana qui s'élève à 1 504 mètres d'altitude.